# Matías Vega Guerra
Matías Vega Guerra (Las Palmas de Gran Canaria, 25 de julio de 1905 - 10 de julio de 1989) fue un abogado y político español.

## Biografía
Licenciado en Derecho por la Universidad de Granada, en 1928 se afilió al Partido Liberal y después al Partido Agrario de José Mesa López. Trabajó como procurador en los tribunales y secretario de la editorial Canaria que publicaba el diario Hoy. 
Al producirse el golpe de Estado de julio de 1936 que dio lugar a la Guerra Civil era miembro del Cuerpo Jurídico Militar y se unió a los sublevados, incorporándose posteriormente a Falange. Acabada la guerra, fue nombrado presidente del Cabildo de Gran Canaria (1945-1960) cargo desde el que mejoró las instalaciones del aeropuerto de Gando y la red de carreteras insulares, construidos por un numeroso cuerpo de presos políticos, así como creó una escuela de hostelería, el Archivo Histórico Provincial, el Instituto de Medicina Regional y una granja agrícola experimental. Fue gobernador civil de Barcelona desde 22 de octubre de 1960 hasta 12 de enero de 1963, y mantuvo contactos frecuentes con los exiliados del franquismo. En 1962 fue embajador de España en Venezuela y Trinidad y Tobago, así como presidente de la Junta de Obras del Puerto de Las Palmas.